# Écharasson
Un écharasson, parfois appelé charasson, est une échelle triangulaire, dont les barreaux sont disposés de part et d'autre d'un montant unique. Elle est principalement utilisée pour la cueillette des fruits.

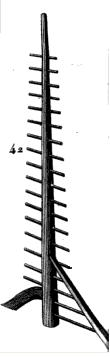
Représentation d'un écharasson dans un livre de la fin du XVIIIe siècle.

## Étymologie
La racine du mot écharasson est la même que celle du mot échelle ; le mot provient du bas latin scala.
Il aurait ensuite été utilisé en nord-occitan sous la forme eschala, et eichara, qui se serait transformé en eicharasson.
Le mot est encore utilisé aujourd'hui, surtout dans certains patois et dans la région lyonnaise.

## Fabrication et usage
Pouvant être réalisée simplement avec un tronc d'arbre auquel on a laissé des branches, on peut cependant ajouter à l'écharasson un talon à sa base pour lui éviter de pivoter.
Il est généralement réalisé dans un bois souple, comme le frêne ou l'orme.
Son barreau unique lui permet de se caler facilement à la fourche des branches, et en fait un outil plus adapté qu'une échelle classique pour la cueillette des fruits.

## Toponymes
Plusieurs lieux portent ce nom en France, notamment :
- le col de l'Écharasson dans le Vercors entre Saint-Laurent-en-Royans et Bouvante,
- et la montagne de l'Écharasson, tous deux situés dans la Drôme.